# Шпигелберг
Шпигелберг (њем. Spiegelberg) општина је у њемачкој савезној држави Баден-Виртемберг. Једно је од 31 општинског средишта округа Ремс-Мур. Према процјени из 2010. у општини је живјело 2.170 становника. Посједује регионалну шифру (AGS) 8119069.

## Географски и демографски подаци
Шпигелберг се налази у савезној држави Баден-Виртемберг у округу Ремс-Мур. Општина се налази на надморској висини од 383 метра. Површина општине износи 28,2 km². У самом мјесту је, према процјени из 2010. године, живјело 2.170 становника. Просјечна густина становништва износи 77 становника/km².